# Victor Zsasz
Victor Zsasz (uttalat: / ʒæz / eller / zæz /) är en fiktiv superskurk som dyker upp i serietidningar som publicerats av DC Comics, vanligtvis som en fiende till Batman. Han är en seriemördare som vanligtvis dödar med kniv, och ristar in ett märke någonstans på sig själv för varje offer för att hålla räkningen. Figuren skapades av Alan Grant och Norm Breyfogle, och dök upp för första gången i Shadow of the Bat #1 (1992), som en del av fyrpartdelen av Batman: The Last Arkham. Han namngavs efter psykiatrikern Thomas Szasz.
Kärnan i Zsaszs existens som en superskurk är hans uppfattning om att all existens är meningslös. Han ser därför sina mord på människor som ett sätt att befria dem. Under den större delen av sitt liv har han varit inlåst på Arkham Asylums mentalsjukhus. Zsasz har inga övermänskliga förmågor.

## Framträdanden
- Batman: Shadow of the Bat #1-4 (1992)
- Batman: Knightfall (1993)
- Batman: No Man's Land (1999)
- Batman: Black & White Volume 2 (2002)
- Gotham Underground #1-9 (miniserie, 2007-08)
- Batman: Cacophony #1-3 (miniserie, 2008-09)
- Batman: Arkham Asylum (TV-spel)
- Batman: Arkham City (TV-spel)
- Gotham Tv-Serie S01E07 (2014)

## Film
Zsasz visas i ett kort framträdande i filmen Batman Begins (2005), spelad av Tim Booth. I filmen misstänks Zsasz vara en lönnmördare till maffiabossen Carmine Falcone. Chris Messina framträdde Zsasz i filmen Birds of Prey.